# Guanabacoa
Guanabacoa é um município de Cuba pertencente à província da Cidade de Havana.  Tem aproximadamente 119 354 habitantes e 129,48 km2 (dados de 2015).
É uma cidade colonial localizada a leste da cidade de Havana..
Devido ao seu património monumental significativo, o seu Centro Histórico de 67 hectares foi declarado Monumento Nacional em 1992 pelo Ministério da Cultura de Cuba (à semelhança de Havana Velha).

## História
A cidade foi fundada em 12 de junho de 1554 como Vila de Nossa Senhora da Assunção de Guanabacoa, numa região povoada de indígenas.
Foi local da Batalha de Guanabacoa, um confronto ocorrido durante da Batalha de Havana entre as tropas britânicas e espanholas na Guerra dos Sete Anos.

## Património
- Ermida do Santo Cristo de Potosí - igreja de fábrica mais antiga do país;
- Igreja do Convento de Santo Domingo - possui tectos com influência mudéjar;
- Casa de las Cadenas - casa com prerrogativa de perdão;
- Igreja Paroquial Maior de Guanabacoa (1721) - dedicada a Nossa Senhora da Assunção;
- Igreja da Candelária (1748) - foi unida ao Convento de Santo Domingo;
- Igreja e Convento de São Francisco Xavier ou Os Escolápios (1780).

## Economia
O elevado potencial produtivo agropecuário, a silvicultura e a indústria extrativa possibilitou o desenvolvimento rápido da economia local, baseada em fazendas, instalações açucareiras, pedreiras, serrarias, etc.

## Personalidades de Guanabacoa
- Ernesto Lecuona (1895-1963), músico;
- Ignacio Villa (Bola de Nieve) (1911-1971), músico;
- Rita Montaner (1900-1958), artista;
- Concha Ferrant
- Juan Arrondo